# Dekanat Grunwald
Dekanat Grunwald – jeden z 21 dekanatów w rzymskokatolickiej archidiecezji warmińskiej.

## Parafie
W skład dekanatu wchodzi 11 parafii:
- parafia Niepokalanego Poczęcia Najświętszej Maryi Panny – Dąbrówno
- parafia św. Jana Chrzciciela – Gierzwałd
- parafia Narodzenia Najświętszej Maryi Panny – Glaznoty
- parafia Wniebowzięcia Najświętszej Maryi Panny – Marwałd
- parafia św. Piotra w Okowach – Pietrzwałd
- parafia św. Józefa – Ruszkowo
- parafia Najświętszej Maryi Panny Nieustającej Pomocy – Samin
- parafia Przenajświętszej Trójcy – Stębark
- parafia św. Antoniego Padewskiego – Szczepankowo
- parafia św. Józefa – Szkotowo
- parafia św. Michała Archanioła – Turowo

## Historia
Do 15 września 2022 roku w skład dekanatu wchodziło 9 parafii:
- parafia św. Jana Nepomucena i Niepokalanego Poczęcia NMP – Dąbrówno
- parafia św. Jana Chrzciciela – Gierzwałd
- parafia Narodzenia Najświętszej Maryi Panny – Glaznoty
- parafia Wniebowzięcia Najświętszej Maryi Panny – Marwałd
- parafia św. Piotra w Okowach – Pietrzwałd
- parafia św. Józefa – Ruszkowo
- parafia Wniebowzięcia Najświętszej Maryi Panny – Rychnowo
- parafia Najświętszej Maryi Panny Nieustającej Pomocy – Samin
- parafia Przenajświętszej Trójcy – Stębark
- parafia św. Antoniego Padewskiego – Szczepankowo

## Sąsiedztwo międzydiecezjalne
- Iława – Wschód, Miłomłyn (diecezja elbląska)
- Działdowo, Lubawa, Rybno Pomorskie (diecezja toruńska)